# Mariana Cornejo
Mariana Cornejo Sánchez (Cádiz, 29 de enero de 1947 - ibídem, 6 de noviembre de 2013), también conocida como Mariana de Cádiz  fue una cantaora flamenca española, sobrina de Canalejas de Puerto Real.

## Trayectoria
Con la tradición familiar en el cante, pronto se dio a conocer entre el mundo flamenco y a participar en los concursos radiofónicos de la época, en Radio Cádiz o Radio Sevilla. Su descubridor y valedor fue el pianista gaditano y organista de la SAI Catedral de Cádiz, D. José Carlos Domínguez Hernández. Tomó lecciones de La Perla de Cádiz y Aurelio Sellés, convencido de su arte, quiso llevarla de joven para que triunfase en Madrid. Desde 1980, presentada por el flamencólogo Antonio Murciano, participó en toda clase de espectáculos, peñas y festivales. Como seguidora de la Perla de Cádiz y la Niña de los Peines, su cante estuvo avalado por el sentimiento, la sencillez, la dulzura y la solvencia, hasta en los repertorios más complejos. Ganó el Concurso Nacional de Arte Flamenco de Córdoba (1986) y participó en el homenaje al guitarrista Manolo Carmona (1987). Su primer disco, Cosas de Cai (Pasarela 1988) fue un homenaje a su tierra y a sus barrios. Luego grabó Fiesta en Cai, Dos mundos cantan y Villancicos del Barrio de Santa María. También participó en varios programas de televisión en distintos canales en España. Fue protagonista principal de El Patio, en Canal Sur TV, La Puerta del Cante, en Arte y Artistas Flamencos de Romualdo Molina en Televisión Española y en Puro y Jondo de La 2 de TVE. El 20 de diciembre de 2018, el Excelentísimo Ayuntamiento de Cádiz inaugura un estatua en su honor, obra del escultor Barberá, frente al Centro Flamenco de La Merced, en el Barrio de Santa María de la capital gaditana, inmortalizando de esta forma para siempre su figura.